# International Race of Champions 1986
International Race of Champions 1986 (IROC X) kördes över fyra deltävlingar med Al Unser Jr. som mästare. Unser blev den yngste föraren att någonsin vinna IROC sammanlagt.

## Delsegrare
| Datum       | Bana         | Vinnare         |
| ----------- | ------------ | --------------- |
| 14 februari | Daytona      | Al Unser        |
| 7 juni      | Mid-Ohio     | Al Unser Jr.    |
| 26 juli     | Talladega    | Cale Yarborough |
| 9 augusti   | Watkins Glen | Al Unser Jr.    |

## Slutställning
| Plats | Förare             | Poäng |
| ----- | ------------------ | ----- |
| 1     | Al Unser Jr.       | 62    |
| 2     | Bill Elliott       | 59    |
| 3     | Cale Yarborough    | 57    |
| 4     | Al Unser           | 51    |
| 5     | Darrell Waltrip    | 48    |
| 6     | Harry Gant         | 42    |
| 7     | Bobby Rahal        | 37    |
| 8     | Klaus Ludwig       | 29    |
| 9     | Hans-Joachim Stuck | 29    |
| 10    | Hurley Haywood     | 28    |
| 11    | Jochen Mass        | 28    |
| 12    | Rick Mears         | 25    |